# 자오웨이
자오웨이(중국어 간체자: 赵薇, 정체자: 趙薇, 병음: Zhào Wéi, 한자음: 조미, 영어: Vicki Zhao 비키 자오[*], 1976년 3월 12일 ~ )는 중화인민공화국의 배우, 가수이다.
중국 안후이성 우후시 태생으로 베이징영화학원 석사 출신이다. 드라마 《황제의 딸》로 이름을 알리고 2000년 언론 매체에 의해 중국의 '4대 여자 배우(四大花旦)' 중 하나로 지정되었다. 로맨스류에서 강세를 보여 멜로의 여왕(愛情片女王)으로 불린다.
2006년 피플지가 《세계에서 가장 아름다운 100인》에 선정, MTV 아시아 어워즈에서 '중국 최고인기 가수상' 을 받아 국제 무대로 활동 영역을 넓혔다. 2008년 제29회 베이징 올림픽 성화 봉송 주자로 참여하였다. 각종 영화제에서 여우주연상을 수상한 경력이 있으며 1999년 첫 음반을 출시한 후 다수의 가수상을 수상하면서, 가수와 영화배우를 겸업하는 대표적인 스타로 꼽히고 있다. 2013년 《우리가 잃어버릴 청춘(致我們終將逝去的青春)》을 연출하여 영화감독으로 데뷔하였다.
2015년 미국 할리우드 TCL 차이니즈 시어터에 핸드 프린팅을 남겼다. 2016년 제73회 베니스 국제 영화제에서 공식경쟁부문 심사위원을 역임하였다.

## 학력사항
제17중학을 졸업 후 음악 교사인 모친의 뜻에 따라 우후사범학교에 입학·수학했으나 영화배우로 진로를 바꾸었다. 베이징영화학원에 수석 입학·졸업했다. 2006년 9월, 모교의 대학원에 진학하여 연출과 석사 학위(MFA)를 취득했다.

## 특이사항
2005년 국제패션위크에서 25.73%의 지지로 '중국을 대표하는 미인(代表中国美的美女)' 1위에 올라 한국에 알려졌으며 2007년 서울에서 개최한 '아시아 송 페스티벌(Asia Song Festival)'에 중국 가수로서 방한 · 공연하였다.

## 출연작

### 영화
《삼인행: 생존게임》(Three)
《항경》(Lost In Hongkong)
《12금압》(12 Golden Ducks)
《할리우드 어드벤처》(Hollywood Adventures)
《디어리스트》(Dearest)
《화피2》(Painted Skin 2)
《애》(Love)
《뮬란: 전사의 귀환》(Mulan)... 뮬란 역
《금의위》(14 Blades)... 교화 역
《건국대업》(The Founding of a Republic)
《적벽대전2: 최후의 결전》(Red Cliff)... 손상향 역
《화피》(Painted Skin)... 패용 역
《적벽대전: 거대한 전쟁의 시작》(Red Cliff)... 손상향 역
《상하이의 밤》(The Longest Night in Shanghai)... 린시 역
《이모의 포스트모던 라이프》(The Postmodern Life of My Aunt)
《타임 투 러브》(A Time to Love)... 치유란 역
《옥관음》(Jade Goddess of Mercy)... 안심 역
《천지영웅》(Warrior of Heaven and Earth)... 문주 역
《마이 드림 걸》(My dream girl)
《녹차》(Green Tea)... 우팡/랑랑 1인2역
《천하무쌍》(Chinese Odyssey)
《버추얼 웨폰》(So Close)
《소림축구》(Shaolin Soccer)... 아매 역
《결전》(The Duel)... 비봉공주 역
《데자뷰》(De Ja Vu)
《동궁서궁》(East Palace West Palace)
《화혼》(La peintre)
《디어리스트》(Dearest)... 리홍친 역

### 드라마
《호마묘파》(虎妈猫爸)
《한 여인의 서사시》(一个女人的史诗)
《사사니증경애과아》(謝謝ni曾經愛過我 Thanks for Having Loved Me)... 탄위웨이 역
《차신》(車神 Fast Track Love)... 천샤샤 역
《경화연운》(京華烟云 A Moment in Peking)... 요목란 역
《안개비연가》(情深深雨蒙蒙 Romance in the Rain)... 육의평 역
《협녀틈천관》(俠女闖天關)... 육검평 역
《노방유희》(老房有喜)... 길상/이미 1인2역
《황제의 딸》(環珠格格 Returning Princess Pearl)... 제비(환주공주) 역

## 음반

### 정규앨범
《아문도시대도연 (我们都是大导演)》
《천사여행상 (Angel Suitcase)》
《Double (雙)》
《바람과 함께 사라지다 (飄:표)》
《최후일차분수 (最后一次分手)》
《애정대마주 (爱情大魔咒)》
《소연자조미 (Swallow)》

### SE앨범
《백변조미》
《표 Limited Edition》
《Magic of Love kala》
《소연자비약시공정령kala》

### 기타앨범
《안개비연가 (정심심우몽몽)》OST: 13곡 보컬
《경화연운OST》
Sg:《경국경성》《성시적검》《애적사자》

## 감독작
영화:《우리가 잃어버릴 청춘》(So Young)
《몰유별적애》
뮤직비디오: 《천사여행상》(Angel Suitcase)

## 수상내역
2015년 제34회 금상장영화제 여우주연상
2014년 제23회 금계백화영화제 최우수감독상
2013년 제22회 금계백화영화제 신인감독상
2010년 제30회 대중영화 백화시상식 여우주연상
2010년 제10회 장춘영화제 여우주연상
2010년 제17회 베이징대학생영화제 최고인기 여자배우상
2008년 제8회 음악풍운시상식 최우수 여자가수상
2007년 제4회 아시아 송 페스티벌 중국가수상
2007년 07차이나패션어워드 풍격여자배우상
2007년 MTV스타일어워즈 풍격여자가수상
2007년 제14회 베이징대학생영화제 최고인기 여자배우상
2006년 제8회 장춘영화제 여우주연상
2006년 제5회 MTV아시아어워즈 중국 최고인기 가수상 (Favourite Artist Mainland China)
2006년 제2회 차이나드라마어워즈 최고인기 여배수상
2006년 제12회 세계중화권인기음악시상식 최고인기 여자가수상
2006년 제13회 동방풍운시상식 최고인기 여자가수상
2006년 Ｍusic Ｒadio China Top 최고인기 여자가수상
2005년 제11회 화표영화시상식 여우주연상
2005년 제8회 상하이 국제영화제 여우주연상
2005년 제10회 필름아카데미어워즈 여우주연상
2005년 제4회 국제패션위크 중국대표미녀 1위
2005년 05차이나패션어워드 풍격여자배우상, 풍격여자가수상
2005년 제3회 천지영웅시상식 최우수여자가수상
2005년 Ｍusic Ｒadio China Top 최고인기 여자가수상
2005년 제12회 동방풍운시상식 최고인기 여자가수상
2005년 제5회 펩시풍운시상식 최고인기 여자가수상
2004년 제11회 베이징대학생영화제 최고인기 여자배우상
2004년 제4회 중국매체대상 최고인기 여자배우상
2004년 04차이나뮤직차트시상식 골든멜로디상
2004년 04시나 중국연예계시상식 최고여자배우상
2004년 MTV스타일어워즈 풍격여자배우상, 풍격예술인상
2004년 포브스 중국 유명인순위 3위
2003년 03차이나패션어워드 풍격여자배우상
2003년 MTV스타일어워즈 아시아 풍격여자배우상
2002년 제2회 음악풍운시상식 최우수주제가상
2002년 한중일세계배기간 아시아 최고인기미녀 중국 1위, 일본 1위, 한국 2위
2002년 CETV 아시아 10대스타 선정
2001년 CETV 아시아 10대스타 선정
2001년 일본 아사히신문 아시아 최고미녀 선정
1999년 중국유행가요시상식 최고신인상
1999년 제17회 골든이글시상식 여우주연상